# Замок у Мельштині
За́мок у Ме́льштині — руїни замку на вершині над річкою Дунаєць у селі Мельштин Тарновського повіту Малопольського воєводства.

## Опис замку
До наших днів найкраще збереглася північно-західна частина замку. Це два оборонні мури майже оригінальної висоти (заввишки приблизно 18 м) у північно-західному та південно-східному напрямку, на якій (на четвертому поверсі) збереглися готичні арки вікон. У південно-східній частині ділянки знаходяться залишки фундаменту оригінального замку.
Перша фортеця (старий замок) має у плані форму неправильної трапеції, яка займала південно-східну частину теперішнього об'єкту, місце найбільшої оборонної якості, захищене з трьох сторін крутими схилами.
Замок був оточений добре збереженими донині мурами, побудованими з каменю та цегли. З півдня і південного сходу (де схил досить крутий і переходить у круті скелі), споруда також була ретельно облицьована блоками пісковику і підтримувалася масивними контрфорсами.
У північно-східній частині замку знаходяться залишки старої будівлі. Її призначення достеменно не відоме. Можливо, це були ворота або вежа.
Перша розбудова замку була спрямована на укріплення найбільш вразливої північно-західної частини замку. Масивна кам'яна чотирикутна вежа була надбудована зверху. Два нижчі поверхи та верхній виконували оборонні функції, в той час як третій і четвертий — адміністративні. Вежа була оточена цегляною терасою, яка, можливо, є ранньою формою архітектурного бастіону, що використовувався для артилерії.
В епоху Відродження Новий замок був об'єднаний з старою фортецею, як повідомляється, за участю італійського архітектора Бартоломео Рідольфі. У той період на території замку був споруджений резервуар для накопичення дощової води. Господарські будівлі замку були поповнені стайнями, пекарнею, лазнею та іншими дерев'яними будинками. Наразі час їх будівництва та місце розташування не відоме, але можна припустити, що вони знаходились у центральній частині замку.

## Легенди

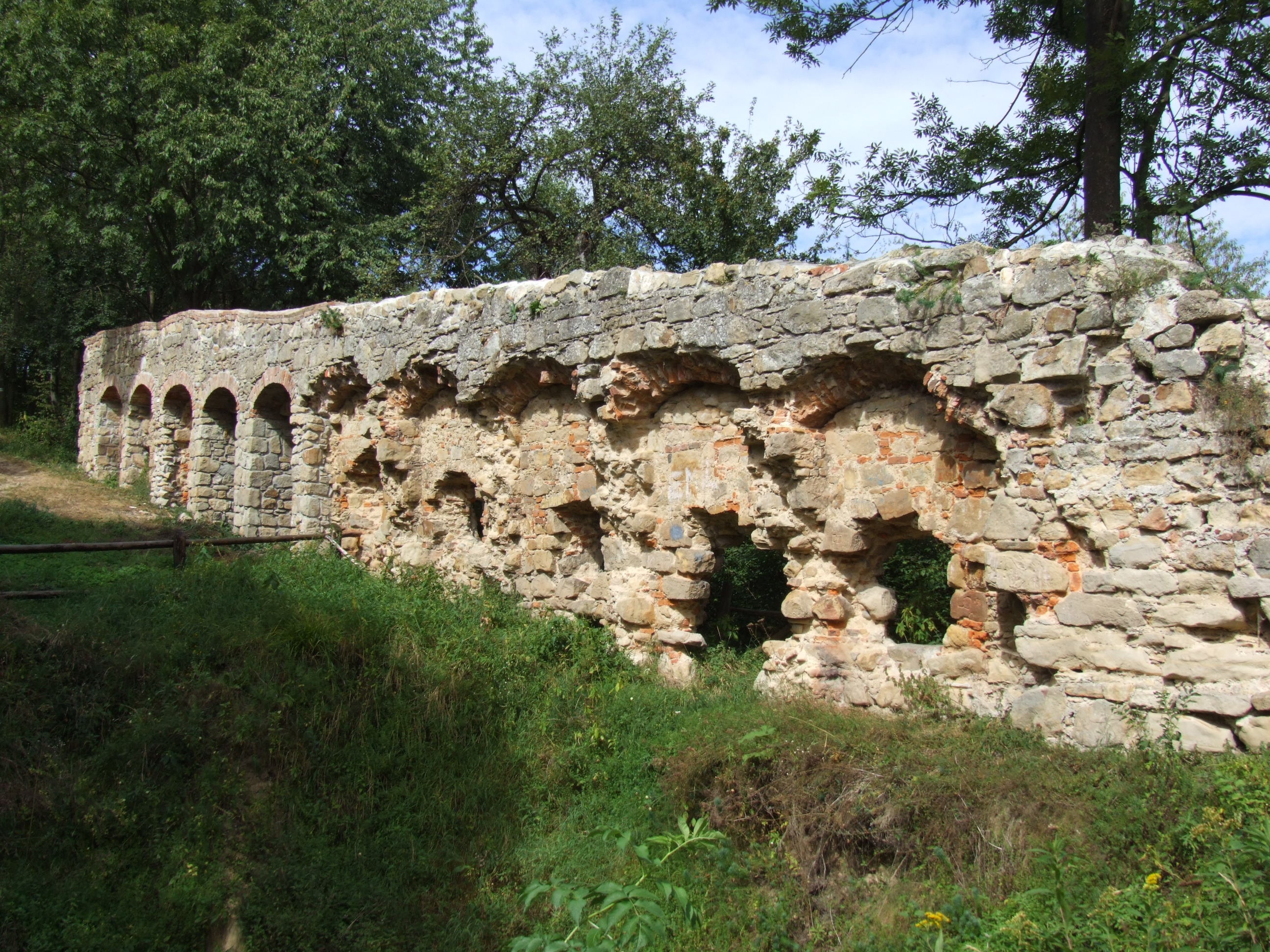
Залишки мурів

Підземелля замку тягнуться під Дунайцем на відстань 3 км до монастиря у Заклічині; в цих тунелях були, ймовірно, «підземні стайні», які виступали як укриття від супротивника, і в них, згідно з легендою, заховані великі скарби.
Інша легенда свідчить, що на дорозі, що веде до замку, іноді з'являється примарна фігура лицаря в обладунках на коні; це начебто дух Спитка III, що загинув у 1439 році у битві під Гротніками.

## Замок у мистецтві та літературі
Руїни замку в Мельштині неодноразово зустрічаються на полотнах Яна Матейко, Наполеона Орди та Мацея Богуша Щетинського. Опис замку в Мельштині зустрічається в «Щоденнику подорожі до Тарнува» (1832) поета-романтика Северина Гощинського.